# Линкун, Николай Иосифович
Николай Иосифович Линкун — советский государственный и партийный деятель, учёный.

## Биография
Родился в 1904 году. Член ВКП(б) с 1925 года. Окончил аграрное отделение Института Красной профессуры (1938)
В 1928—1971:
- секретарь комитета КП(б) Украины шахты,
- заместитель заведующего Промышленно-транспортным отделом Донецкого городского комитета КП(б) Украины,
- 1938—1938 ответственный организатор Отдела руководящих партийных органов ЦК ВКП(б),
- 1-й секретарь Дагестанского областного комитета ВКП(б),
- начальник Политического отдела тыла армии,
- 2-й секретарь Астраханского городского, областного комитета ВКП(б),
- 1948—1951 аспирант Академии общественных наук при ЦК ВКП(б)
- 1951—1953 заведующий кафедрой экономических наук Воронежской областной школы КПСС,
- 1953—1956 заведующий кафедрой политической экономии Воронежского университета,
- 1956—1971 учёный секретарь, старший научный сотрудник Института экономики Академии наук СССР.

Член Центральной ревизионной комиссии ВКП(б) (21.3.1939 — 5.10.1952).
Умер в 1977 году.